# Cosmin Achim
Cosmin Florin Achim (sinh ngày 19 tháng 9 năm 1995 ở Drăgănești-Olt) là một cầu thủ bóng đá người România thi đấu ở vị trí hậu vệ cho Voluntari.